# اکوبواسوی
اکوبواسوی (به لاتین: Akoboissué) یک منطقهٔ مسکونی در ساحل عاج است که در Moyen-Comoé واقع شده‌است.